# Atherion elymus
Atherion elymus és una espècie de peix pertanyent a la família dels aterínids.

## Descripció
- Pot arribar a fer 5 cm de llargària màxima.
- 4-6 espines i 8-13 radis tous a l'aleta dorsal i 1 espina i 13-15 radis tous a l'anal.
- La boca és a penes protràctil i amb els llavis fins.[3][4]

## Reproducció
Els ous són de grans dimensions i autoadhesius.

## Hàbitat
És un peix marí, no migratori, associat als esculls i de clima tropical (30°N-18°S) que viu entre 0-3 m de fondària.

## Distribució geogràfica
Es troba al Pacífic occidental: des del sud del Japó fins al nord de Queensland (Austràlia), incloent-hi les illes de la Micronèsia, la Melanèsia, Fiji i Nova Guinea.

## Estat de conservació
És probable que pateixi una disminució localitzada en algunes àrees a causa del desenvolupament costaner i els abocaments residuals urbans.

## Observacions
És inofensiu per als humans.